# Fernando Velázquez

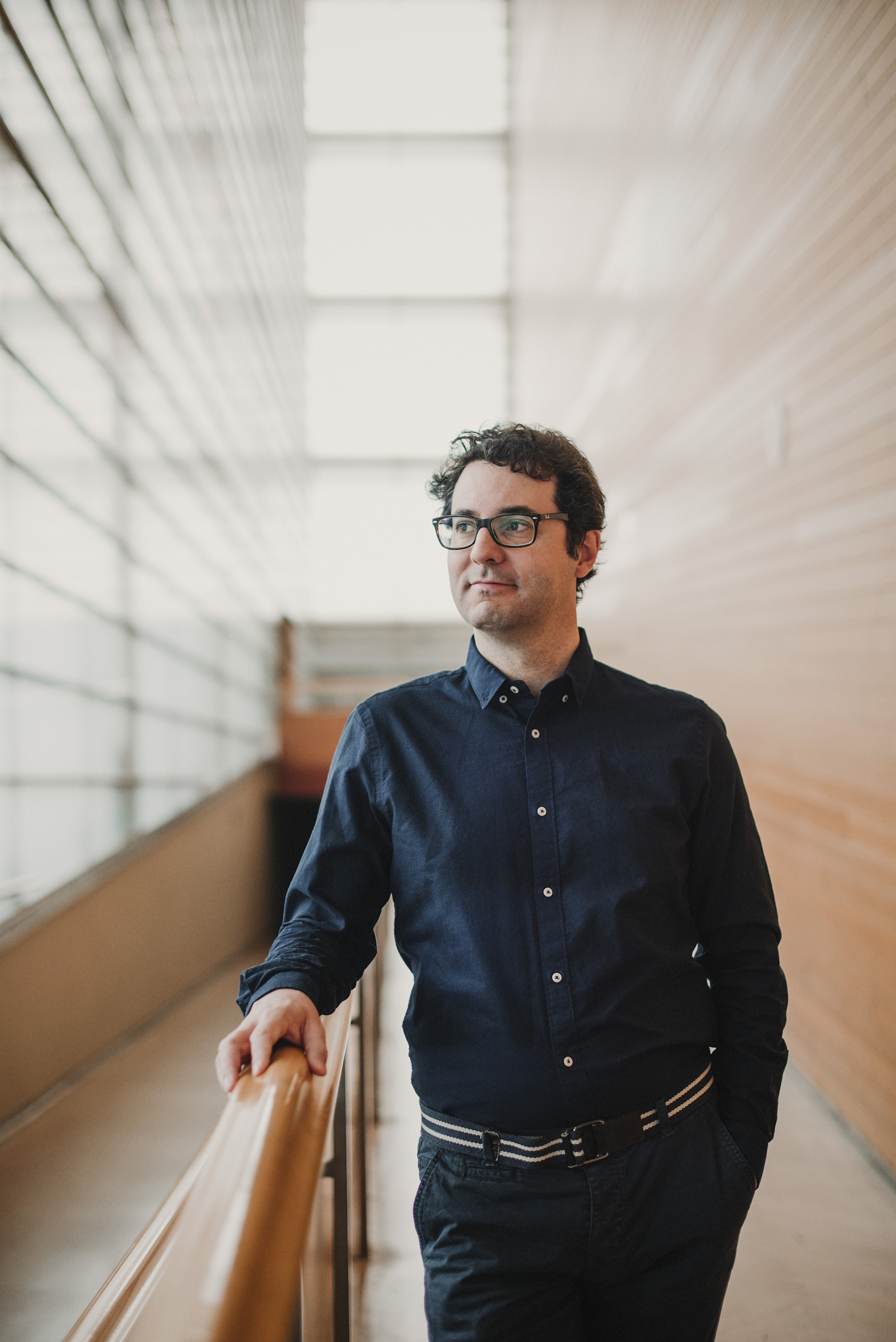
Fernando Velázquez, 2020

Fernando Velázquez (* 22. November 1976 in Bilbao, Spanien) ist ein spanischer Komponist. 

## Leben
Fernando Velázquez wurde in Getxo, nördlich der baskischen Hauptstadt Bilbao geboren. Er kommt aus keiner musikalischen Familie. Vielmehr war es das eigene Musikinteresse, welches dazu führte, dass er Gitarre erlernte und in mehreren Jugendbands spielte. Später studierte er Cello und nach einigen Engagements in Orchestern begann er Komposition am Real Conservatorio Superior de Música de Madrid und in Paris zu studieren. Als Filmkomponist war er ab Ende der 1990er Jahre vor allen Dingen für Kurzfilme verantwortlich. Seinen großen internationalen Durchbruch hatte er mit der Musik zu dem von Juan Antonio Bayona inszenierten Horror-Drama Das Waisenhaus, für das er bei der Verleihung des Europäischen Filmpreises 2008 eine Nominierung als bester Komponist und beim spanischen Filmpreis Goya ebenfalls für die beste Musik erhielt. Seine zweite Goya-Nominierung erhielt er 2013 für seine Musik an The Impossible.

## Filmografie (Auswahl)
- 2003: 7:35 de la mañana
- 2006: Backwoods – Die Jagd beginnt (Bosque de sombras)
- 2007: Das Waisenhaus (El orfanato)
- 2007: La Zona
- 2007: Wilde Unschuld (Savage Grace)
- 2008: Shiver – Die düsteren Schatten der Angst (Shiver)
- 2009: Super Drama Movie (Spanish Movie)
- 2010: Devil – Fahrstuhl zur Hölle (Devil)
- 2010: The Outlaw – Krieger aus Leidenschaft (Lope)
- 2012: The Impossible (Lo imposible)
- 2013: Der Abenteurer – Der Fluch des Midas (The Adventurer: The Curse of the Midas Box)
- 2013: Mama
- 2013: The Last Days – 12 Wochen nach der Panik (Los últimos días)
- 2014: Hercules
- 2015: Colonia Dignidad – Es gibt kein Zurück (Colonia)
- 2015: Crimson Peak
- 2016: Stolz und Vorurteil und Zombies (Pride and Prejudice and Zombies)
- 2016: Sieben Minuten nach Mitternacht (A Monster Calls)
- 2016: Der unsichtbare Gast (Contratiempo)
- 2017: Das Tal der toten Mädchen (El guardián invisible)
- 2017: Grenzenlos (Submergence)
- 2017: Das Geheimnis von Marrowbone (Marrowbone)
- 2019: Das Tal der vergessenen Kinder (Legado en los huesos)
- 2020: Das Tal der geheimen Gräber (Ofrenda a la tormenta)
- 2020: Sergio
- 2021: Kein Friede den Toten (El innocente)
- 2023: La Contadora de Películas
- 2023: Mumien – Ein total verwickeltes Abenteuer (Mummies)